# Équitation aux Jeux olympiques d'été de 1960
Navigation
Melbourne/
Stockholm 1956 Tokyo 1964
Les épreuves d'équitation aux Jeux olympiques d'été de 1960 à Rome étaient le saut d'obstacles, le dressage et le concours complet, disputées à titre individuel et par équipe.

## Organisation
Les compétitions se déroulèrent Piazza di Siena qui est située dans le parc qui entoure la magnifique Villa Borghese, dans ce qui est certainement l’un des plus beaux terrains de concours au monde. Le premier Concours Hippique international s'y déroula en 1922. Pratoni del Vivaro, près de Rocca di Papa dans les monts Albains, à 35 km au sud de Rome, fut le site choisi pour accueillir les épreuves de concours complet. Depuis lors, Pratoni a accueilli plusieurs championnats organisés par la FEI. L'épreuve finale de jumping se déroula comme le veut la tradition dans le stade olympique construit en 1953.
Le comité d'organisation des compétitions équestres était dirigé par un ancien cavalier international de saut d'obstacles, Francesco Formigli. Le responsable technique était Bruno Bruni et les deux concepteurs des parcours étaient Alberto Lombardi pour le saut d'obstacles et Ranieri di Campello pour le concours complet.

## Modifications du règlement
La FEI avait décidé d’apporter plusieurs modifications au règlement du programme olympique.
En dressage, seuls deux cavaliers par pays étaient autorisés à concourir; il n'y avait plus de compétition par équipe; les résultats du Grand Prix devaient être discutées entre les juges avant la proclamation du classement final; l'épreuve finale devait être filmée et visualisée par les juges; les juges ne pouvaient être sélectionnés que dans des pays ne présentant pas de concurrents médaillables; les notes étaient attribués sur une échelle de 0 à 10 au lieu de 0 à 6. En saut d'obstacles, pour la première fois depuis 1920, il y avait deux compétitions de saut d'obstacles distinctes. En concours complet, pour la première fois depuis 1924, il y avait quatre cavaliers par nation.

## Participants
30 pays présentèrent des cavaliersː Argentine, Australie, Autriche, Belgique, Brésil, Bulgarie, Canada, Tchécoslovaquie, Danemark, Égypte, France, République fédérale d'Allemagne, Grande-Bretagne, République démocratique d'Allemagne (RDA), Hongrie, Irlande, Italie, Japon, Corée , Nouvelle-Zélande, Pologne, Portugal, Roumanie, Russie, Espagne, Suède, Suisse, Turquie, Uruguay, États-Unis). 159 couples participèrent aux différentes épreuves, 69 en saut d'obstacles, 17 en dressage et 73 en concours complet.

## Saut d'obstables
La rivière qui mesurait cinq mètres et une triple combinaison avec des distances inhabituelles furent les "juges de paix" du parcours de saut d'obstacles, tant en compétition individuelle que par équipe. Plus de la moitié des partants y firent des fautes.
Après la première manche de la compétition individuelle, Raimondo d’lnzeo et Posillipo étaient en tête. Ils furent le seul couple sans faute, devant le surprenant argentin Naldo Dasso avec quatre points, Piero d’lnzeo et Max Fresson avec huit points. Lors de la deuxième manche, David Broome avec sept points réussit la meilleure performance. Piero d’lnzeo et Hans-Günter Winkler ont chacun fait deux fautes et le leader, Raimondo d’lnzeo, en fit trois. Toujours avec 12 points, le plus jeune des deux frères d’Ilnzeo a remporté la médaille d’or devant son frère et le jeune David Broome.
Seules neuf des 18 équipes ont terminé la première manche, les autres devaient être éliminées selon les règles olympiques. Le délégué technique a toutefois décidé d'appliquer une règle stipulant que les coureurs éliminés obtiendraient au maximum le score de 20 points. Grâce à cela, 18 équipes ont été autorisées à prendre le départ de la seconde manche.

## Dressage
Le dressage à Rome fut totalement innovant. Lors du Grand Prix, les juges se sont concertés jusqu'à 20 minutes après chaque reprise alors que rien ne se produisait pour les spectateurs. L'épreuve finale, avec la même reprise, a été filmée et visionnée à nouveau par les juges. Les résultats finaux ont été annoncés trois jours plus tard.
Six mille spectateurs ont regardé le Grand Prix sur la Piazza di Siena. Cinq cavaliers se sont qualifiés pour la finale : deux pour l'Union soviétique et un pour la Suisse, l'Allemagne et la Suède. La finale n'a rien changé. Sergej Filatov, âgé de 34 ans, sur l'étalon noir Absinthe, âgé de huit ans, a remporté l'or.

## Concours complet
Les Australiens furent la sensation de ces JO en concours complet. Après que des notes non exceptionnelles en dressage, le quatuor composé de Larry Morgan, Neale Lavis, Brian Crago et Bill Roycroft a dominé le cross-country à un niveau jamais atteint auparavant. Lorsque les résultats après le cross-country ont finalement été connus, Morgan était en tête devant Crago et Lavis. Les trois étaient en position pour les médailles. Leur quatrième pilote, Roycroft, après une chute, n'était pas très loin derrière, mis à part le fait qu'il était allongé dans un lit d'hôpital avec une commotion cérébrale et une clavicule cassée. Lorsque le cheval potentiel médaillé d’argent de Crago, Saber, a été refusé à la deuxième inspection, l’Australie n’avait plus d’équipe. Bill Roycroft, 45 ans, a été sorti de l'hôpital. Il a monté Our Solo sur un parcours sans faute de saut d'obstacles et a remporté l'or par équipe pour l'Australie.

## Tableau des médailles
| Rang  | Pays                       | Médaille d'or, Jeux olympiques | Médaille d'argent, Jeux olympiques | Médaille de bronze, Jeux olympiques | Total |
| 1     | Australie                  | 2                              | 1                                  | 0                                   | 3     |
| 2     | Italie                     | 1                              | 1                                  | 1                                   | 3     |
| 3     | Équipe unifiée d'Allemagne | 1                              | 0                                  | 1                                   | 2     |
| 4     | Union soviétique           | 1                              | 0                                  | 0                                   | 1     |
| 5     | Suisse                     | 0                              | 2                                  | 1                                   | 3     |
| 6     | États-Unis                 | 0                              | 1                                  | 0                                   | 1     |
| 7     | France                     | 0                              | 0                                  | 1                                   | 1     |
| 7     | Grande-Bretagne            | 0                              | 0                                  | 1                                   | 1     |
| Total | Total                      | 5                              | 5                                  | 5                                   | 15    |

## Podiums
| Catégorie                   | Or | Argent | Bronze                                                                                               |
| Dressage individuel         | Sergueï Filatov et Absinthe Union soviétique 2144 pts                                                                   | Gustav Fischer et Wald Suisse 2087 pts                                                                       | Josef Neckermann et Asbach Équipe unifiée d'Allemagne 2082 pts                                       |
| Concours complet individuel | Lawrence Morgan et Salad Days Australie 7.15 pts                                                                        | Neale Lavis et Mirrabooka Australie -16.50 pts                                                               | Anton Bühler et Gay-spark Suisse -51.21 pts                                                          |
| Concours complet par équipe | Australie Lawrence Morgan et Salad Days Neale Lavis et Mirrabooka Bill Roycroft et Our Solo -128.18 pts                 | Suisse Anton Bühler et Gay Spark Hans Schwarzenbach et Burn Trout Rudolf Günthardt et Atbara -386.02 pts     | France Jack Le Goff et Image Guy Lefrant et Nicias Jéhan Le Roy et Garden -515.71 pts                |
| Saut d'obstacles individuel | Raimondo D'Inzeo et Posillipo Italie 12 pts                                                                             | Piero D'Inzeo et The Rock Italie 16 pts                                                                      | David Broome et Sunsalve Grande-Bretagne 23 pts                                                      |
| Saut d'obstacles par équipe | Équipe unifiée d'Allemagne Hans Günter Winkler et Halla Fritz Thiedemann et Meteor Alwin Schockemöhle et Ferdl 46.5 pts | États-Unis Frank Chapot et Trail Guide William Steinkraus et Ksar d'Esprit George H. Morris et Sinjon 66 pts | Italie Raimondo D'Inzeo et Posillipo Piero D'Inzeo et The Rock Antonio Oppes et The Scholar 80.5 pts |